# Mikola Statkevič
Mikola Viktaravič Statkevič (bělorusky Мікола Віктаравіч Статкевіч, * 12. srpna 1956 Ljadna) je běloruský politik, politický vězeň a jedna z hlavních postav demokratické opozice proti režimu Alexandra Lukašenka.

## Životopis

### Mládí a vojenská kariéra
Statkevič se narodil v Ljadně u Slucka. Jeho předci patřili k šlechtickému rodu Statkiewicz a Wołodkowicz.
V roce 1978 absolvoval Minskou Vyšší vojenskou inženýrskou školu a sloužil jako člen sovětských protivzdušných sil v Murmanské oblasti. Aktivní vojenskou službu ukončil v roce 1982 v hodnosti podplukovníka, a vrátil se na Vyšší vojenskou inženýrskou školu, kde obhájil svou dizertační práci a stal se učitelem.
Na počátku 90. let byl Statkevič jedním z čelných představitelů Běloruského vojenského sdružení (Беларускае згуртаваньне вайскоўцаў), spolku běloruských důstojníků sovětské armády usilujících o nezávislost své země. Roku 1991 Statkevič vystoupil z Komunistické strany Sovětského svazu kvůli svému nesouhlasu s masakrem litevských demonstrantů během tzv. Lednových událostí.

### Politická kariéra a věznění
V červenci 1995 byl zvolen předsedou Běloruské sociálně demokratické strany (Беларуская сацыял-дэмакратычная Грамада). V roce 2005 byl Statkevič odsouzen ke třem letům nucených prací za organizování masových protestů proti referendu z roku 2004, které zrušilo část běloruské ústavy a umožnilo prezidentovi Lukašenkovi opětovně kandidovat v prezidentských volbách. Amnesty International poté označila Mikolu Statkeviče za vězně svědomí. Po amnestii v roce 2007 byl propuštěn na svobodu.
Statkevič byl jedním z mnoha demokratických kandidátů kteří kandidovali v běloruských prezidentských volbách v roce 2010, a večer 19. prosince 2010 se zúčastnil demonstrace v Minsku proti falšování výsledků prezidentských voleb. Zatímco policie a armáda přistoupila k násilnému potlačení demonstrace a zatýkání jejích účastníků, snažil se Statkevič opustit místo demonstrace v taxíku. Ten byl ale zablokován dvěma osobními auty a Statkeviče zadržela běloruská KGB. Ve své cele držel hladovku a odmítal vypovídat. 26. května 2011 byl poté odsouzen na 6 let v trestanecké kolonii. Později byl propuštěn z vězení, a znovu zatčen a osvobozen během demonstrací v roce 2017.
Dne 31. května 2020 byl zatčen během cesty na shromáždění, kde se sbíraly podpisy pro prezidentskou kandidátku Svjatlanu Cichanouskou, a byl odsouzen na 15 dní za účast na nepovoleném protestu. Tento trest byl ještě dvakrát prodloužen a 29. června byl Statkevič znovu souzen za „organizování nepokojů“. Lidskoprávní organizace Vjasna označila obvinění za politicky motivované a požadovala okamžité Statkevičovo propuštění.
Dne 14. prosince 2021 byl Statkevič odsouzen ke 14 letům vězení. Spolu s ním byli odsouzeni také Ihar Losik, Sjarhej Cichanouski a další tři obžalovaní. Během 565 dnů, které strávil ve vazbě, neměl Statkevič možnost setkat se se svým právním obhájcem ani rodinou.

## Rodina
Je ženatý s Marinou Adamovič.
Během německé okupace Běloruska za druhé světové války se jeho otec i dědeček zapojili do partyzánského hnutí. Statkevičův otec Viktar žije ve městě Baranavičy a je oblíbený u místního obyvatelstva i demokratické opozice.

## Ocenění
V prosinci 2020 byl spolu s ostatními příslušníky běloruské demokratické opozice oceněn Sacharovovou cenou.